# Innsbrucker EV
Innsbrucker EV (celým názvem: Innsbrucker Eislaufverein) byl rakouský klub ledního hokeje, který sídlil v Innsbrucku ve spolkové zemi Tyrolsko. Založen byl v roce 1925. Většinu své historie strávil klub v rakouské nejvyšší soutěži v ledním hokeji. IEV bylo celkem sedminásobným mistrem Rakouska, poslední titul získal v sezóně 1988/89. Zanikl v roce 1994 po vyhlášení konkursu. Nástupcem sportovní činnosti ve městě se poté stala nová organizace pod názvem HC TWK Innsbruck. Klubové barvy byly červená a černá.
Své domácí zápasy odehrával v Olympiahalle Innsbruck s kapacitou 7 212 diváků.

## Historické názvy
Zdroj:
- 1925 – Innsbrucker EV (Innsbrucker Eislaufverein)
- 1960 – EV Innsbruck (Eislaufverein Innsbruck)
- 1973 – EC Innsbruck (Eishockeyclub Innsbruck)
- 1975 – EC Sparkasse Innsbruck (Eishockeyclub Sparkasse Innsbruck)
- 1984 – EV Innsbruck (Eislaufverein Innsbruck)
- 1988 – GEV Innsbruck (Gösser Eislaufverein Innsbruck)
- 1989 – EV Innsbruck (Eislaufverein Innsbruck)

## Získané trofeje
- Rakouský mistr v ledním hokeji ( 7× )
  - 1952/53, 1953/54, 1957/58, 1958/59, 1960/61, 1962/63, 1988/89

## Přehled ligové účasti
Zdroj:
- 1951–1994: Österreichische Eishockey-Liga (1. ligová úroveň v Rakousku)
- 1993–1994: Eishockey-Nationalliga (2. ligová úroveň v Rakousku)

## Účast v mezinárodních pohárech
Zdroj:
Legenda: SP – Spenglerův pohár, EHP – Evropský hokejový pohár, EHL – Evropská hokejová liga, SSix – Super six, IIHFSup – IIHF Superpohár, VC – Victoria Cup, HLMI – Hokejová liga mistrů IIHF, ET – European Trophy, HLM – Hokejová liga mistrů, KP – Kontinentální pohár
- EHP 1989/1990 – 1. kolo, sk. B (3. místo)